# Вервижское
Вервижское — остаточное озеро ледникового происхождения на севере Смоленской области России в Духовщинском районе, располагается на территории верхового торфоболота Вервижский мох. Одно из озёр национального парка Смоленское поозёрье. На северо-восточном, северном и юго-западном берегу заросли леса с преобладанием сосны. Через узкую протоку соединяется с бассейном реки Межи. Богато рыбой. Является местом остановок перелётных птиц. Памятник природы.
Код водного объекта в государственном водном реестре — 01020000311199000000160.